# Molí del Rafel (Montbrió del Camp)
El molí del Rafel és un edifici de Montbrió del Camp (Baix Camp) inclòs a l'Inventari del Patrimoni Arquitectònic de Catalunya.

## Descripció
L'antic molí del Rafel es troba al sud-oest del terme de Montbrió del Camp, a uns dos quilòmetres del nucli de la població, en el camí que va de Montbrió del Camp a Mont-roig a dos-cents metres abans de la riera de Riudecanyes.
L'aspecte actual del molí és d'un edifici de planta baixa i dos pisos, amb contraforts a cada costat de la façana. El material constructiu que hi predomina és el paredat. L'arc de mig punt de la porta està fet amb maons, així com els arcs rebaixats de les finestres. La teulada, de teula àrab, és a dues vessants amb el carener paral·lel a la façana. A la part de sota de les teules de la teulada es conserven inscripcions amb lletres gòtiques dels municipis del voltant (Mont-roig, Riudoms, l'Arboç) i el cognom familiar de l'antic propietari del molí (Folch).
L'element més significatiu d'aquesta construcció és el matacà fet de maó que se sosté damunt de d'unes mènsules i una base de pedra rogenca. Aquest element dona al molí un caràcter defensiu.
Els forjats que estructuraven el molí en planta baixa i dos pisos han estat enderrocats.
Originàriament fou un molí de farina més tard, però, en implantar-se el conreu de la vinya, va esdevenir un molí de sofre.
Adossada al molí, hi ha l'antiga bassa, construïda amb paredat i maons.
És un dels dos molins del terme de Montbrió del Camp, juntament amb el Molí del Flarès, que es troben catalogats al Patrimoni de molins de la demarcació de Tarragona.